# Akermanite
L’akermanite est une espèce minérale du groupe des silicates sous-groupe des sorosilicates de formule Ca2 Mg Si2 O7 avec des traces : Ti;Al;Fe;Mn;Zn;Na.

## Inventeur et étymologie
Décrite par le minéralogiste norvégien Johan Herman Lie Vogt en 1884. Dédiée au métallurgiste suédois Anders Richard Åkerman (1837-1922).

## Topotype
Monte Somma, Complexe volcanique Somma-Vésuve, Naples, Campanie Italie.

## Cristallographie
- Paramètres de la maille conventionnelle : a = 7,84 Å, c = 5,01 Å, Z = 2 ; V = 307,94 Å3
- Densité calculée = 2,94

## Cristallochimie
- Elle forme une série avec la gehlénite. Si l'on compare la formule de l'akermanite à celle de la gehlénite, on voit que dans le groupement [Si2O7]6−, un atome de silicium est remplacé par un atome d'aluminium, l'électroneutralité provenant du remplacement d'un cation bivalent (le magnésium) par un cation trivalent (l'aluminium).
- Appartient au groupe de la mélilite.

### Groupe de la mélilite
Ce sont des silicates qui ont pour formule générale [8]X2[4]Y[4]Z2O7, où [N] signifie le nombre de coordination N.
Ce groupe comprend plusieurs minéraux, les plus importants étant les suivants :
- Akermanite : X = Ca, Y = Mg, Z = Si ; Ca2MgSi2O7
- Gehlénite : X = Ca, Y = Al, Z = (Al,Si) ; Ca2Al[AlSiO7]
- Mélilite : X = (Ca,Na), Y = (Mg,Fe,Al), Z = (Al,Si) ; (Ca,Na)2(Mg,Fe,Al)[(Al,Si)SiO7]
- Okayamalite : X = Ca, Y = B, Z = (Si,B) ; Ca2B(BSiO7)
- Hardystonite : X = Ca, Y = Zn, Z = Si ; Ca2ZnSi2O7
- Gugiaïte : X = Ca, Y = Be, Z = Si ; Ca2BeSi2O7

Tous ces minéraux ont une symétrie tétragonale et un groupe d'espace {\displaystyle P{\bar {4}}2_{1}m}.

## Gîtologie
- L'akermanite est un minéral produit par le métamorphisme des calcaires et dolomies silicieuses, et dans les magmas alcalins riches en calcium.

CaMgSi2O6 (diopside) + CaCO3 → Ca2MgSi2O7 +CO2
À plus haute température, l'akermanite est instable et réagit avec la calcite :
Ca2MgSi2O7 +CaCO3 → Ca3MgSi2O8 (mérinite) + 2β-Ca2SiO4 (larnite) + CO2
Inversement, par diminution de la température et de la pression, l’akermanite peut se décomposer :
Ca2MgSi2O7 → CaSiO3 (wollastonite) + CaMgSiO4 (monticellite)

## Gisements remarquables
- Allemagne

Steinbruch Caspar, Bellerberg Vulkan, Ettringen, Mayen, Eifel, Rhin-Palatinat 
- Canada

Quebec Columbium Ltd. Property, Oka complex, Oka, Deux-Montagnes RCM, Laurentides 
- Italie

Monte Somma, Complexe volcanique Somma-Vésuve, Naples, Campanie Topotype